# サウンド・シティ (企業)
株式会社サウンド・シティ（英称：Sound City CO.,LTD）は、東京都港区麻布台に本社を構える総合ポストプロダクションである。麻布台本館では音楽録音、映像編集、ＭＡ、プリント業務を行っており、他に港区南青山、世田谷区砧に録音スタジオの拠点がある。

## 沿革
- 1961年　新橋飛行館ビルの映画館跡地に「株式会社飛行館スタジオ」を設立
- 1962年　代表取締役に坂口平兵衛が就任
- 1966年　社名を「株式会社飛行館スタジオ」から「日本放送録音株式会社」へ変更
- 1972年　日本の芸能プロダクションの草分け的存在である渡辺プロダクションの創始者、渡辺晋が代表取締役に就任
- 1976年　麻布台ビルB3に大規模なスタジオ新設工事を開始、移転後社名を「株式会社サウンド・シティ」に変更。音楽録音とCMのナレーション録音や整音、フィルムへ音を焼き付けるリレコ作業を行う。
- 1978年　麻布台ビルB1にビデオ編集室の新設工事を開始、いち早くビデオ映像業務に参入。
- 1984年　麻布台ビル6Fに１インチVTRのプリントシステムを導入、CM原版から各放送局へ大量プリントの納品が可能になった。
- 1987年　デッドな音場だった音楽スタジオのコンセプトを180度転換、大理石を多用したライブなスタジオに改装。同時にSONY PCM-3324デジタルマルチレコーダを導入。同年、代表取締役渡辺晋の急逝により、代表取締役に渡辺美佐が就任。
- 1989年　代表取締役に河合総一郎が就任。MAスタジオもデジタル化へ移行。
- 1991年　編集室のフルデジタル化によりノンリニア編集が始まる。
- 1994年　ミックスダウンルームが新設され、API、NEVEに続きSSLコンソールを導入。
- 1997年　代表取締役に林秀樹が就任
- 1998年　レコーディング現場へdigidesign（現AVID）のプロツールスを導入、テープレス時代が始まった。1976-1986 No.1Studio Control Room

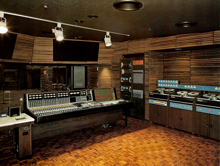
1976-1986 No.1Studio Control Room

- 2000年　MAにSSL Avantを導入、信号処理がフルデジタル化される
- 2001年　コンソールを無くしたプロツールスのみのレコーディングスタジオを構築、いち早くワンマンオペレーションの作業スタイルを確立した。
- 2003年　音楽スタジオ・MAスタジオ共に全室プロツールスを導入、この後テープレス化が急速に進む。
- 2005年　代表取締役に石井喜三郎が就任
- 2010年　代表取締役に坂口清太郎が就任。同年、麻布台ビル1Fのビデオ編集室をB1に集約。
- 2013年　2月1日、タワーサイドスタジオを引き継ぎサウンド・シティ アネックスとして運営を開始
- 2015年　クレッセントスタジオをサウンド・シティ 世田谷として運用開始
- 2019年　リベラスタジオ南青山をサウンド・シティ 南青山として運用開始
- 2021年　襲名により代表取締役名が坂口清太郎から坂口平兵衞へ変更。同年10月31日付けでアネックススタジオを閉鎖。
- 2022年　Sスタジオを改修し、イマーシブ・オーディオに特化したスタジオ「tutumu」をオープン。
- 2022年8月26日 会社でVRで遊んでいるのをバレた社員が取締役に辞令を出されTikTokにて「音街ひびき」が誕生する。
- 2023年1月27日YouTubeにて公式広報VTuber「音街ひびき」として初配信が行われる、
- 2023年　代表取締役に明地権が就任。グループ持株会社「株式会社サウンド・シティホールディングス」設立。
- 2024年6月4日　ポストプロダクション会社「レスパスビジョン」を買収。

## 各スタジオ
東京都港区麻布台本館B3にはA・Ｂ・C・M・tutumuスタジオの５部屋のレコーディングスタジオを有し、CD・劇伴・CM等の音楽録音を行っている。特にＡ・Ｂスタジオはその広さと天井高を活かし、ＭＶの撮影・ライブ配信等レコーディングスタジオの枠を超えた使われ方も多い。ビデオ編集室はB1にedit1・edit2・edit3・edit4・edit5・edit8の6部屋あり、主にCMの編集を行っている。MAはB3に tutumu（レコーディングと共用）・4・6スタジオの３部屋がある。

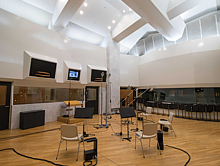
A Studio Main Floor

東京都港区芝公園では「サウンド・シティ アネックス」という名称でT1・T2スタジオの2箱を運営していた。もともとは日音→サンライズミュージックと引き継がれていた場所だった。
東京都港区南青山では「サウンド・シティ 南青山」という名称でボーカルブース1部屋のワンマンスタイルのスタジオを運営している。
東京都世田谷区砧では「サウンド・シティ 世田谷」という名称で1部屋運営しており、ベーゼンドルファとスタインウェイの２台のピアノが備えられている。

## 加盟団体
- 日本ポストプロダクション協会（JPPA）
- 日本音楽スタジオ協会（JAPRS）
- 日本アド・コンテンツ制作社連盟（JAC）